# Siège de Saint Augustine
Guerre de l'oreille de Jenkins
Batailles
- Portobelo
- 8 avril 1740
- Fort Mose (en)
- Saint Augustine
- Expédition Anson
- Carthagène des Indes
- Santiago de Cuba (1re)
- Géorgie
- La Guaira (en)
- Puerto Cabello (en)
- Cape Sicié
- Panama
- Bloody Marsh
- Bahamas
- Glorioso
- 18 mars 1748
- Santiago de Cuba (2e) (en)
- La Havane

Le siège de Saint-Augustine est un épisode de la guerre de l'oreille de Jenkins au cours de laquelle le royaume de Grande-Bretagne s'attaqua aux colonies espagnoles des Caraïbes.

## Préparatifs
Après quelques escarmouches mineures, James Oglethorpe gouverneur de la province de Géorgie lève une force composée de soldats réguliers britanniques, de milices coloniales de Géorgie et de Caroline et d'indiens Creeks, Chicachas et Yuchis.
La campagne débute en décembre 1739, par des raids à l'ouest de Saint Augustine. En mai 1740 Oglethorpe tente de capturer la ville en s'attaquant, en premier lieu aux forts de San Diego, de Picolotta et de Mose.

## Le siège
Tandis qu'une flotte de huit navires sous les ordres du commodore Vincent Pearce, fait le blocus par la mer, des batteries sont déployées sur l'île de Santa Anastasia. Le 24 juin le bombardement commence. Il durera 27 jours. Quelque 2000 colons espagnols se réfugient dans le fort de San Marcos. La maladie ne tarde pas à faire des ravages dans les deux camps. Le 26 juin, quelque 300 colons espagnols et Noirs libres tentent une sortie et attaquent le fort Mose tenu par 120 rangers Highlander et une trentaine d'Indiens. La garnison est prise par surprise et compte 68 morts tandis que les Espagnols qui n'ont perdu que 10 hommes font 34 prisonniers. 
Des navires espagnols parviennent à forcer le blocus maritime et apportent des provisions à Saint Augustine. Oglethorpe décide alors de donner l'assaut de la forteresse tandis que les navires de la Royal Navy attaquent les navires dans le port. La saison des ouragans met cependant fin aux combats. Oglethorpe est obligé de lever le siège et s'en retourne en Géorgie en abandonnant son artillerie.

## Conséquences
Ayant déjà résisté a un premier siège en 1702, le fort de San Marcos et avec lui Saint Augustine sont désormais considérés comme imprenables. 
Cet échec britannique empêche la conquête de la Floride. Forcées de se retirer, les forces britanniques se préparent désormais à devoir défendre la Géorgie contre une éventuelle invasion espagnole.

## Sources
- (en) Cet article est partiellement ou en totalité issu de l’article de Wikipédia en anglais intitulé « Siege of St. Augustine (1740) » (voir la liste des auteurs) dans sa version du 5 août 2008.

- (es) Cet article est partiellement ou en totalité issu de l’article de Wikipédia en espagnol intitulé « Sitio de San Agustín (1740) » (voir la liste des auteurs) dans sa version du 5 août 2008.